# Koloxid
En koloxid är en kemisk förening av kol och syre.
Med koloxid åsyftas vanligen kolmonoxid, speciellt i dagligt tal.
De minsta och vanligaste koloxiderna är kolmonoxid (CO) och koldioxid (CO2). Det finns dock många andra stabila, metastabila och även några reaktiva koloxider som sällan existerar utanför laboratorierna.
Kolmonoxid kan vara mycket skadlig att andas in. Vid inandning binder sig hemoglobinet i blodet hellre till kolmonoxiden än till syret. Detta kallas inre kvävning och man får då ut kolmonoxid till kroppens muskler istället för syre, varvid musklerna blir förlamade.
Reaktionsformeln för bildande av kolmonoxid genom förbränning är 2 C + O2 → 2 CO 